# Sandy Brown Wyeth
Sandra Sandy Brown Wyeth (Estados Unidos, 26 de febrero de 1941) es una actriz estadounidense. Es conocida por su actuación en las películas Easy Rider (1969) y Johnny got his gun (1971).

## Filmografía
Sandy Brown Wyeth participó en las siguientes películas:
- 1968: The Stalking Moon o La noche de la emboscada (acreditada como Sandy Wyeth), con Gregory Peck y Eva Marie Saint; como Rachel.
- 1969: Easy Rider, Buscando mi destino o Busco mi camino (acreditada como Sandy Wyeth); como Joanne.
- 1969: Ladrón sin destino (serie de televisión, 1968-1970), con Robert Wagner, Fred Astaire y Malachi Throne, en el episodio «The scorpio drop»; como Miranda Fisk.
- 1970: The Bold Ones: The New Doctors (serie de televisión, 1969-1973), en el episodio «This day's child»; como Ali.
- 1970: That Girl (serie de televisión), en el episodio «The reunion»; como Joannie.
- 1971: Room 222 (serie de televisión), en el episodio «Opportunity room»; como Tamara.
- 1971: Johnny Got His Gun; como la prostituta Lucky.
- 1971: The Todd Killings.
- 1972: Nichols (serie de televisión, 1971-1972), con James Garner, en el episodio «Bertha»; como Alice.
- 1974: The Wide World of Mystery (serie de televisión), en el episodio «Death is a bad trip»; como la poeta.
- 1974: The California Kid (película de televisión, con Martin Sheen, Vic Morrow y Nick Nolte); como Leona.
- 1975: McCloud (serie de televisión), en el episodio «Showdown at Times Square»; como Betty, la hermana de Cookie.
- 1978: The Driver, con Ryan O'Neal e Isabelle Adjani; como Split.
- 1978: Uncle Joe Shannon.[4]
- 1983: The Optimist (serie de televisión), en el episodio «Healthy body, unhealthy mind»; como la joven delgada.
- 1984: Jessie (serie de televisión), con Lindsay Wagner en el episodio «Trick of fate»; como Ida.
- 1985: The Twilight Zone (serie de televisión), en el episodio «Healer/Children's Zoo/Kentucky Rye»; como la segunda mujer enjaulada.
- 1986: Convicted (película de televisión); como periodista n.º 5.